# Athous filicornis
Athous filicornis là một loài bọ cánh cứng trong họ Elateridae. Loài này được Dufour miêu tả khoa học năm 1851.